# Gephyrostegus
Gephyrostegus — вимерлий рід рептіліоморфних земноводних. Це була невелика тварина, загальною довжиною 22 см, загалом ящіркоподібної статури та, ймовірно, звички. У нього були великі очі та велика кількість дрібних загострених зубів, що вказувало на те, що він був активним мисливцем на комахоїдних. Останки були знайдені в Ніржані, Чехія, датовані приблизно 310 мільйонами років тому (верхній карбон).
Спочатку вважалося, що це сеймуріаморф, філогенетичне положення невизначено, і тепер він належить до родини Gephyrostegidae разом із родом Bruktererpeton. Кілька філогенетичних досліджень показують, що Gephyrostegus лише віддалено пов'язаний з амніотами, більш віддалено, ніж діадектоморфи, лепоспондили та сеймуріаморфи.
Гефіростегус довжиною 22 см є одним із найменших (якщо не найменших) розвинених рептіліоморфів. Типовим видом є Gephyrostegus bohemicus, типом якого є екземпляр зі збереженим черепом і розрізненими елементами переднього посткраніального скелета; інший відомий зразок — це зчленований посткраніальний скелет, у якого відсутній лише хвіст і кілька фаланг. Керролл (1970, 1972) стверджує, що хоча скелет гефіростегуса демонструє певні пристосування для життя на землі (наприклад, у спеціалізації плесна), він також зберіг деякі риси, характерні для водних чотириногих неамніот, наприклад великий розмір черепа та нещільне прикріплення хребетних елементів, що робить його загалом не настільки пристосованим до наземного середовища, як амніоти. За словами Керролла, Гефіростег, ймовірно, провів більшу частину свого дорослого життя на суші, але можна припустити, що він зберіг водні репродуктивні звички.
Brough і Brough (1967) вважали Solenodonsaurus молодшим синонімом Gephyrostegus, але інші автори вважають їх окремими родами. Деякі екземпляри, класифіковані Бро і Бро (1967) як особини Gephyrostegus bohemicus, згодом були визнані базальними еврептилами; їхній «зразок I» став голотипом Brouffia orientalis, тоді як «зразок II» став голотипом Coelostegus prothales.